# Округ Џоунс (Северна Каролина)
Округ Џоунс (енгл. Jones County) је округ у америчкој савезној држави Северна Каролина.

## Демографија
По попису из 2010. године број становника је 10.153, што је 228 (-2,2%) становника мање него 2000. године.
| Група             | 2000.         | 2010.         |
| Белци             | 6.256 (60,3%) | 6.217 (61,2%) |
| Афроамериканци    | 3.724 (35,9%) | 3.289 (32,4%) |
| Азијати           | 16 (0,2%)     | 32 (0,3%)     |
| Хиспаноамериканци | 282 (2,7%)    | 398 (3,9%)    |
| Укупно            | 10.381        | 10.153        |